# Inger Nilsson
Pour les articles homonymes, voir Nilsson.
Inger Nilsson (Karin Inger Monika Nilsson), née le 4 mai 1959 à Kisa, province d'Östergötland, est une actrice suédoise connue pour avoir joué Fifi Brindacier dans la série télévisée du même nom (tirée des livres d'Astrid Lindgren) aux côtés de Maria Persson et Pär Sundberg à la fin des années 1960.

## Biographie
À partir de l'âge de 10 ans, Inger Nilsson a joué le rôle de Fifi Brindacier dans la série télé de 1969 et dans les films de Olle Hellbom,. En raison de l'engouement énorme que connut la série, on réalisa l'année suivante deux longs-métrages : På rymmen med Pippi Långstrump et Pippi Långstrump på de sju haven. La célébrité de Nilsson est devenue internationale, car les films furent rapidement diffusés dans de nombreux pays.
La carrière de Nilsson en tant qu'adulte ne lui a cependant pas apporté autant de succès que sa carrière en tant que petite fille. Après le lycée, elle suivit une formation en secrétariat, mais choisit plus tard de se consacrer à la scène. Elle a travaillé comme accessoiriste pour l'Östgötateater, a joué pendant quatre ans au Kronobergsteater de Växjö et a participé aux comédies burlesques de Hagge Geigert (en) (Panik på kliniken et Omaka par) au Lisebergsteater de Göteborg. On la retrouve même à l'affiche dans le film allemand Gripsholm en plus d'avoir joué avec diverses troupes de théâtre indépendantes de Stockholm ou ailleurs, notamment la troupe de théâtre en plein air d'Hebbevillan à Södertälje ainsi que Konstparadiset à Falun.
Depuis l'été 2006, elle joue Ewa, le médecin légiste de la version télévisée des romans de Mari Jungstedt réalisée pour la télévision allemande, Le Commissaire et la Mer (Der Kommissar und das Meer). Les épisodes 5 et 6 ont été filmés au cours de l'été 2008 et, comme les premiers films de Fifi Brindacier, sur l'île de Gotland.